# Parki narodowe we Francji
Parki narodowe Francji znajdują się pod zarządem Parcs Nationaux de France.
We Francji park narodowy składa się z części centralnej (cœur), o podniesionym rygorze ochrony przyrody (II kategoria według IUCN) i części zewnętrznej (aire d'adhésion), o statusie ochronnym zbliżonym do polskich parków krajobrazowych (V kategoria według IUCN). Istnieje 11 parków narodowych, a postulowane są kolejne. W przeciwieństwie do wielu innych państw we Francji park narodowy nie ma chronić wszystkich obszarów cennych przyrodniczo (tę rolę spełniają rezerwaty przyrody), tylko reprezentatywne dla danych ekosystemów, co skutkuje między innymi względnie sporą jak na standardy europejskie powierzchnią.
| Nazwa                    | Nazwa francuska                | Data utworzenia   | Obszar strefy wewnętrznej [km²] | Obszar strefy zewnętrznej [km²] | Obszar łączny [km²] | Widok |
| ------------------------ | ------------------------------ | ----------------- | ------------------------------- | ------------------------------- | ------------------- | ----- |
| Park Narodowy Vanoise    | Parc national de la Vanoise    | 1963              | 535                             | 1465                            | 2000                |       |
| Park Narodowy Port-Cros  | Parc national de Port-Cros     | 1963              | 46 (w tym 29 km² na morzu)      | 1460 (w tym 1230 km² na morzu)  | 1506                |       |
| Park Narodowy Pirenejów  | Parc national des Pyrénées     | 1967              | 457                             | 2063                            | 2520                |       |
| Park Narodowy Sewennów   | Parc national des Cévennes     | 1970              | 935                             | 2785                            | 3720                |       |
| Park Narodowy Ecrins     | Parc national des Écrins       | 1973              | 918                             | 1784                            | 2702                |       |
| Park Narodowy Mercantour | Parc national du Mercantour    | 1979              | 685                             | 1465                            | 2150                |       |
| Park Narodowy Gwadelupy  | Parc national de la Guadeloupe | 1989              | 218                             | 2248 (w tym 1308 km² na morzu)  | 2466                |       |
| Park Narodowy Reunionu   | Parc national de la Réunion    | 2007              | 1054                            | 878                             | 1932                |       |
| Amazoński Park Gujany    | Parc amazonien de Guyane       | 2007              | 20281                           | 13591                           | 33872               |       |
| Park Narodowy Calanques  | Parc national des Calanques    | 2012              | 520 (w tym 85 km² na lądzie)    | 1060 (w tym 82 km² na lądzie)   | 1580                |       |
| Leśny Park Narodowy      | Parc national de forêts        | 2019              | 560                             | 1861                            | 2421                |       |
| Łącznie w Europie        | Łącznie w Europie              | Łącznie w Europie | 4 656                           | 13 943                          | 18 599              |       |
| Łącznie                  | Łącznie                        | Łącznie           | 26 209                          | 30 663                          | 56 872              |       |